# Quercivir dohrni
Quercivir dohrni är en skalbaggsart som beskrevs av Auguste Lameere 1912. Quercivir dohrni ingår i släktet Quercivir och familjen långhorningar. Inga underarter finns listade i Catalogue of Life.